# إيبن أليكسندر
إيبن أليكسندر (بالإنجليزية: Eben Alexander) (المولود سبتمبر 1953) طبيب متخصص بجراحة المخ والأعصاب وصاحب كتاب «الدليل على وجود الجنة: رحلة جراح مخ وأعصاب في الحياة بعد الموت», والذي وصف فيه تجربته مع المرض عام 2008 والاقتراب من الموت وادعى اكتشاف الدليل الطبي المؤكد لوجود الجنة بعد الموت.

## الأسرة والتعليم
أليكسندر هو سليل عائلة من العلماء والأطباء والفقهاء. ارتاد أكاديمية فيليبس إكستر عام 1972, وجامعة شمال كارولينا عام 1975. وكلية الطب بجامعة دوك عام 1981 لتحضير الدكتوراة. عمل كمتدرب بتخصص الجراحة العامة بالمركز الطبي بجامعة دوك وكطبيب مقيم بالمستشفى العام التابع لجامعة دوك بالمملكة المتحدة وكزميل مقيم وباحث بمستشفى برينجهام. حصل على اعتماد المجلس الأمريكي للجراحات العصبية من كلية الأمريكيين الجراحية (F.A.C.S)

## المسيرة المهنية

### العمل الاكاديمي
قام أليكسندر بالتدريس بجامعة ومركز دوك الطبي، وبكلية الطب بجامعة هارفرد، وبكلية الطب بجامعة ماساتشوستس، وكلية الطب بجامعة فرجينيا.

### الأنشطة الأخرى
الكسندر هو عضو في الجمعية الطبية الأمريكية وجمعيات مهنية أخرى. وعمل ضمن هيئات تحرير العديد من المجلات.

### كتاب "الدليل على وجود الجنة
طرح اليكسندر كتاب يورد به جزء من سرته الذاتية عام 2013 تحت عنوان «الدليل على وجود الجنة: رحلة طبيب جراحة الأعصاب للحياة بعد الموت» والذي وصف فيه تجربة مرضه بالتهاب الأغشية السحائية مما اضطر الأطباء لوضعه تحت تأثير الأدوية المهدئة لإدخاله في حالة تشبه الغيبوبة عام 2008, وحسب وصفه فإن هذه الغيبوبة كانت مرحلة انتقالية إلى حياة ما بعد الموت وأنه قد رأى بعد موته (الغيبوبة) عالم شديد الجمال مليء بالملائكة والفراشات والسحب والفتيات الجميلات ومنهم أخته المتوفاة.
في مايو 2012 قام أليكسندر بنشر وصف أدق للأحداث التي مر بها أثناء غيبوبته تحت عنوان «تجربتي في الغيبوبة» في النسخة التجارية من مجلة الجمعية الأمريكية لجراحي الأعصاب. ومن بعد نشر الكتاب قام أليكسندر بإقاء المحاضرات في العديد من الجامعات والكنائس والمستشفيات وكليات الطب في دول عديدة. كما ظهر في برامج تلفزيونية عديدة منها برنامج أوبرا وينفري. كما قامت مجلة نيوزويك بنشر أجزاء من الكتاب في أكتوبر 2012. وفي سبتمبر 2014 احتل الكتاب مركزًا ضمن قائمة نيويورك تايمز لأكثر الكتب مبيعا لمدة 97 أسبوع.

#### نقد الكتاب
في 2013 قامت مجلة «إيسكوير» بعرض بحث في قصة أليكسندر وخلفيته الطبية قبل قيامه بنشر كتاب «الدليل على وجود الجنة», وكما ورد بالتحقيق فإن أليكسندر تعرض للفصل من منصبه بعدة مستشفيات ورفعت ضده عدة قضايا سوء ممارسة مهنة، حيث قام أليكسندر بالتلاعب في الملفات الخاصة بحالة مريضين قام بنفسه بعلاجهما لإخفاء أخطاء طبية جسمية قام بارتكابها أثناء ذلك.
وقد أوردت المجلة العديد من التناقضات الواردة بكتاب أليكسندر ومنها مثلًا أن أليكسندر ادّعى دخوله في حالة غيبوبة تامة وتوقف وظائف المخ لديه بشكل تام وهذا مالم يحدث طبقًا لأقوال الطبيب المعالج له في هذه الفترة، والحقيقة هي قيام الأطباء بإعطاء أليكسندر العديد من الأدوية المهدئة والتي تضع المريض في حالة تشبه الغيبوبة لكن مع بقاء الوعي واحتمالية ظهور بعض الهلاوس كأعراض جانبية للأدوية.
كما قام العديد من العلماء بنقد كتاب أليكسندر ومنهم الكاتب وجراح المخ والأعصاب وأحد المنتقدين المعاصرين للأديان سام هاريس والذي وصف تجربة أليكسندر في الاقتراب من الموت بأنها «غير علمية بشكل يثير التعجب» وأن «كل شيء يعتمد على أنه كان ميتًا وأن مخه كان متوقفًا عن العمل تمامًا طبقًا لوصف أليكسندر في كتابه», وأن «الدليل الذي يورده أليكسندر على كل ذلك ليس ضعيفًا وناقصًا وحسب وإنما يدل أيضًا على ان أليكس لا يعي شيئًا عن علم طريقة عمل المخ»
وأضاف هاريس «وحتى في الحالات التي يتم فيها الزعم بأن المخ قد توقف عن العمل بالفعل ثم عاد مرة أخرى للحياة لا يوجد ما يثبت بأن ماحدث خلال هذه الفترة هو تجربة الاقتراب من الموت»
وقد وافق أوليفر ساكس طبيب الأعصاب بريطاني الجنسية ما قالة هاريس قائلًأ: «لشرح ما مر به أليكسندر يمكن الافتراض بأنه واجه تلك الهلاوس في مرحلة تعافي القشرة المخية وعودتها لوظيفتها بشكل كامل ومن العجيب عدم تعاطي أليكسندر مع هذا التفسير وتعاطيه مع تفسير آخر غير علمي»
وقد رد أليكسندر على هذه الانتقادات بمقال نُشر في مجلة نيوزويك للمرة الثانية.

### كتاب "خريطة الجنة
قام أليكس بنشر كتاب ثانٍ بعنوان «خريطة الجنة: كيف يثبت العلم والدين والناس الحياة بعد الموت» في أكتوبر 2014. يؤكد فيه وللمرة الثانية معتقداته بوجود الحياة بعد الموت. ولدعم معتقده أورد أليكس مقتطفات من كتابات عديد من الفلاسفة والعلماء ورجال الدين على مر التاريخ، بالإضافة إلى شهادات العديد من الأشخاص الذين أدعوا بمرورهم بتجارب اقتراب من الموت تشبه تلك التي مر بها أليكس نفسه.
نُشرت مقتطفات من كتاب «خريطة الجنة» في صحيفة ديلي ميل البريطانية في أكتوبر 2014.
واحتل كتاب «خريطة الجنة» مركزًا في قائمة نيويورك تايمز لأكثر الكتب مبيعا عام 2014.
The Map of Heaven became a New York Times bestseller the week ending October 18, 2014.